# موريس سترود
موريس سترود (بالإنجليزية: Morris Strode)‏ مواليد 5 يونيو 1960 في الكاهون، هو لاعب كرة مضرب أمريكي سابق وكان يلعب باليد اليمنى. أعلى تصنيف له في الفردي كان المركز الـ 127 في سنة 1983. أعلى تصنيف له في الزوجي كان المركز الـ 47 في سنة 1983.

## النهائيات
| الحصيلة | الرقم | التاريخ | الدورة          | الأرضية | الشريك           | المنافس في النهائي      | النتيجة في النهائي |
| ------- | ----- | ------- | --------------- | ------- | ---------------- | ----------------------- | ------------------ |
| الفوز   | 1.    | 1982    | هونغ كونغ       | صلبة    | تشارلز باز سترود | كيم وارويك فان وينيتسكي | 6–4, 3–6, 6–2      |
| الوصافة | 1.    | 1982    | بانكوك، تايلاند | سجاد    | تشارلز باز سترود | مايك باور جون بنسون     | 5–7, 6–3, 3–6      |

## روابط خارجية
- موريس سترود على موقع رابطة محترفي التنس (الإنجليزية)
- موريس سترود على موقع الاتحاد الدولي لكرة المضرب (الإنجليزية)